# Chaowat Veerachat
Chaowat Veerachat (nacido el 23 de junio de 1996) es un futbolista tailandés que se desempeña como centrocampista.

## Trayectoria

### Clubes
| Club                         | País      | Año         |
| ---------------------------- | --------- | ----------- |
| Buriram United               | Tailandia | 2014 - 2016 |
| Surin City FC (cedido)       | Tailandia | 2014        |
| Bangkok Glass                | Tailandia | 2017 -      |
| Cerezo Osaka (cedido)        | Japón     | 2018        |
| Cerezo Osaka sub-23 (cedido) | Japón     | 2018        |